# هيروشي إيشي (عالم حاسوب)

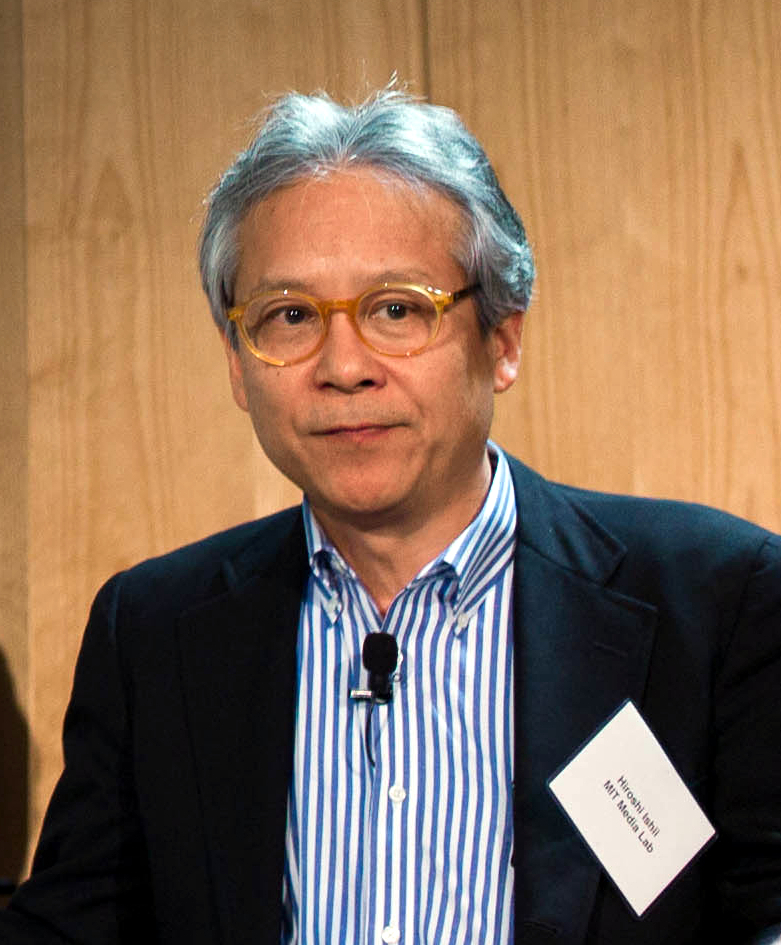
هيروشي إيشي

هيروشي إيشي (石井 裕 ،Hiroshi Ishii ، ولد عام 1956) هو عالم حاسوب ياباني. وهو أستاذ في معهد ماساتشوستس للتكنولوجيا . كان إيشي رائدًا في واجهة المستخدم الملموسة في مجال التفاعل بين الإنسان والحاسوب مع الورقة البحثية "القطع الملموسة: نحو واجهات سلسة بين الأشخاص والبت والذرات" ، والتي شارك في تأليفها مع طالب الدكتوراه في ذلك الوقت بريج أولمر.

## سيرته الشخصية

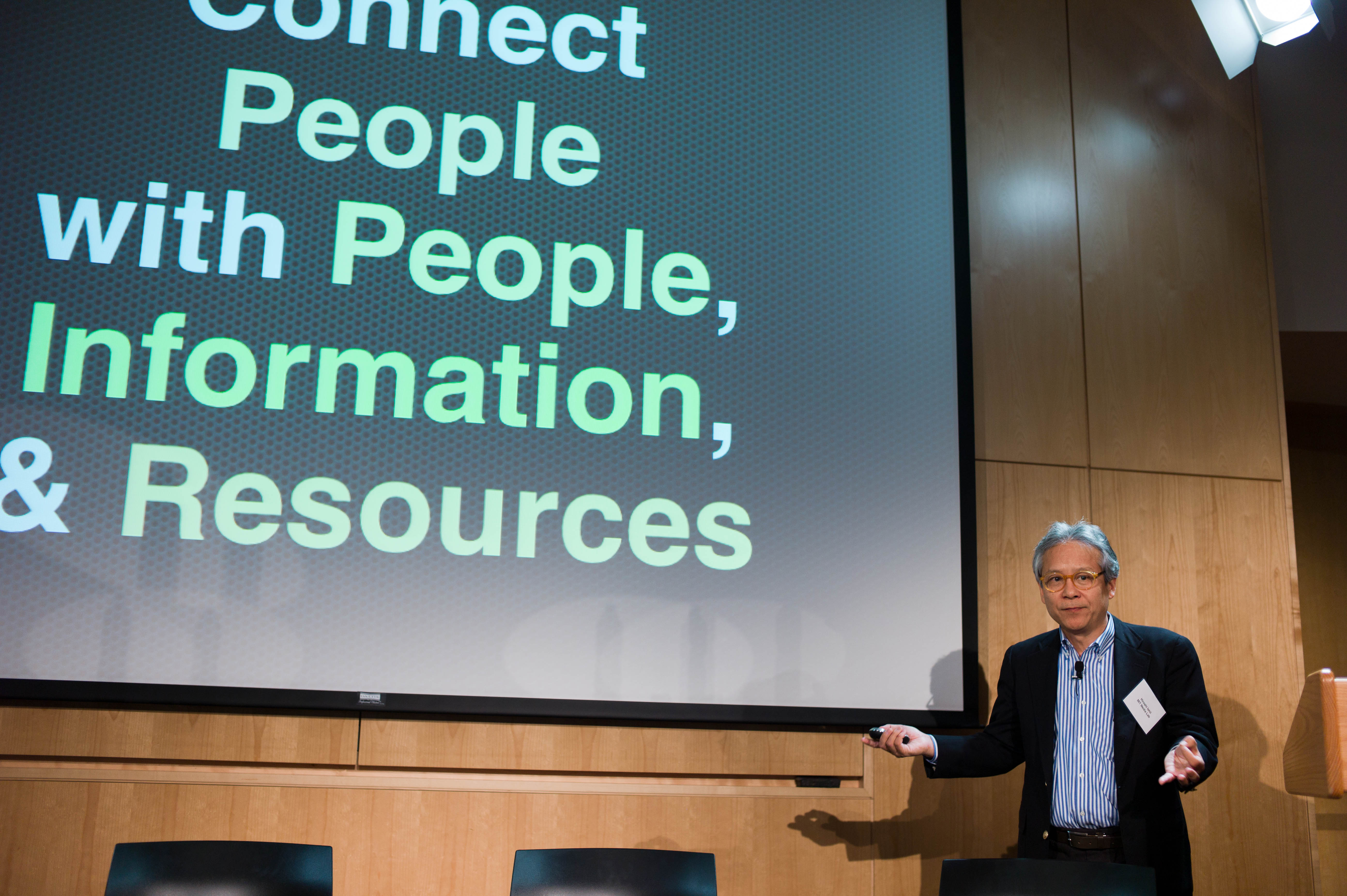
في بوسطن في 6 أبريل 2012

ولد إيشي في طوكيو ونشأ في سابورو، وحصل على بكالوريوس هدنسة الإلكترونيات، والماجستير والدكتوراه في هندسة الحاسوب من جامعة هوكايدو في سابورو ، اليابان.
أسس هيروشي إيشي مجموعة الوسائط الملموسة وبدأ مشروعها المستمر في عام 1995 ، عندما انضم إلى مختبر MIT للإعلام كأستاذ في الفنون والعلوم الإعلامية، بعد أن ترك إيشي معامل NTT Human Interface Laboratories في يوكوسوكا ، حيث ترك بصمته في التفاعل بين الإنسان والحاسوب (HCI) والعمل التعاوني المدعوم بالحاسوب (CSCW) في أوائل التسعينيات. تم انتخاب إيشي في أكاديمية CHI في عام 2006.
يقوم حاليًا بتدريس مقرر MAS.834 للواجهات الملموسة في Media Lab.